# Antonio Cagnoli

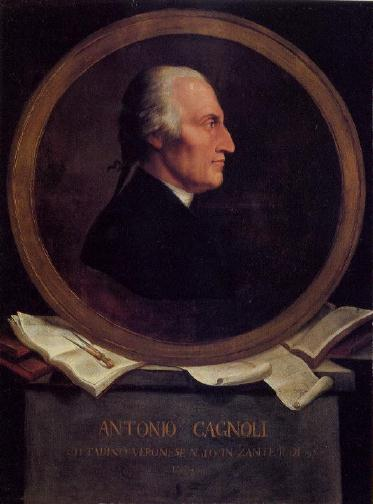
Antonio Cagnoli

Antonio Cagnoli (falsch Andrea Cagnoli; * 29. September 1743 auf Zante (Zakynthos); † 6. August 1816 in Verona) war ein italienischer Astronom.

## Leben
Cagnoli arbeitete zunächst als Diplomat in den Diensten der Republik Venedig, wurde jedoch in Paris durch Lalande für astronomische Studien begeistert und arbeitete seit 1788 auf seiner Privatsternwarte in Verona. Bei der Besetzung Venetiens durch die französischen Truppen wurde sein Observatorium schwer beschädigt, Lalande vermittelte eine Begegnung mit Napoléon, der Cagnoli entschädigte und 1797 zum Umzug nach Mailand drängte. Cagnoli arbeitete als Astronom an der Sternwarte Brera in Mailand, wohin ein Teil der geretteten Instrumente gebracht worden war, und war an den Vorbereitungen zur Gründung der Cisalpinen Republik beteiligt,  folgte jedoch 1798 einem Ruf als Professor für Mathematik an die neugegründete Kriegsschule zu Modena, die er 1802 auf der Versammlung von Lyon vertrat. Seit 1807 lebte er wieder in Verona. Seit 1808 war er auswärtiges Mitglied der Bayerischen Akademie der Wissenschaften. Der Académie des sciences in Paris gehörte er als korrespondierendes Mitglied an.
Der Asteroid (11112) Cagnoli wurde nach ihm benannt.

## Schriften
- Trigonometria piana e sferica. Bologna (1804)